# وسائل التواصل الاجتماعي في الانتخابات الرئاسية الأمريكية 2020
استُخدمت وسائل التواصل الاجتماعي (بالإنجليزية: Social media)‏ على نطاق واسع في الانتخابات الرئاسية في الولايات المتحدة لعام 2020. استخدم الرئيس الحالي دونالد ترامب حساب تويتر في السابق للوصول إلى الناخبين والقيام بالإعلانات، سواء أثناء انتخابات عام 2016 أو بعدها. استخدم مرشح الحزب الديمقراطي جو بايدن شبكات وسائل التواصل الاجتماعي للتعبير عن وجهات نظره وآرائه بشأن أحداث مهمة مثل استجابة إدارة ترامب لوباء كوفيد-19 والاحتجاجات التي أعقبت مقتل جورج فلويد.
استخدم المرشحان منصات مثل يوتيوب وتويتر وفيسبوك وإنستغرام للتواصل مع قاعدة الناخبين، وكان ذلك في الغالب من أجل التحقق من الحقائق والمقالات الإخبارية والإعلانات السياسية الساعية لتشويه سمعة الخصم واكتساب الدعم.
على غرار الانتخابات الرئاسية السابقة، ساعدت وسائل التواصل الاجتماعي في تشكيل مسار الأحداث، إذ يبحث المرشحون غالبًا عن «أخبار شائعة». ومن الممكن أن يشمل هذا المنشورات أو الإشارات أو مقاطع الفيديو.
على النقيض من الانتخابات السابقة، أدَّت فضيحة بيانات فيسبوك وكامبريدج التحليلية التي تم الكشف عنها بعد فوز دونالد ترامب في الانتخابات عام 2016 إلى تشديد القيود التنظيمية على جمع البيانات الشخصية للدعاية السياسية. بالإضافة إلى ذلك، فرضت العديد من المنصات قواعد أكثر صرامة على المحتوى الذي يمكن نشره، وقد أدمجت برامج التحقق من المنشورات في التطبيقات الخاصة بها. لكن الأمر المثير للجدل أن البرنامج قد وضع علامة خاصة على منشوارت المرشح الجمهوري دونالد ترامب، الأمر الذي قاده إلى اتهام شركات وسائل التواصل الاجتماعي بالانحياز ضد حملته الانتخابية.
في 12 أغسطس من عام 2020، أعلنت شركات جوجل وفيسبوك وتويتر ومايكروسوفت عن شراكة مع مؤسسة ويكيميديا. وقد التقى ممثلو تلك الشركات بممثلي مكتب التحقيقات الفيدرالي ومكتب مدير المخابرات الوطنية ووزارة الأمن الداخلي في محاولة لحماية نزاهة انتخابات نوفمبر الرئاسية. وناقش الجميع الحملة الإعلامية المضللة والسلوك المخادع الذي يمارس على الإنترنت وعلى وسائل التواصل الاجتماعي.

## الخلفية
في الانتخابات الرئاسية لعام 2016، استخدم دونالد ترامب حساب تويتر الخاص به على نطاق واسع لبث أفكاره وآرائه أثناء حملته الانتخابية. استخدمت حملة ترامب الإعلانات المستهدفة على موقع وسائل التواصل الاجتماعي على فيسبوك، من خلال توظيف شركة الاستشارات السياسية كامبريدج أناليتيكا لإنشاء هذه الإعلانات الشخصية للمستخدمين. كشف الكشف اللاحق عن هوية من قبل مصدر مجهول (كشف فيما بعد أنه كان موظف كامبريدج أناليتيكا السابق كريستوفر وايلي) أن البيانات الشخصية للمستخدمين قد تم استخدامها بشكل غير قانوني، والتي أدت إلى فضيحة بياناتفيسبوك-كامبريدج أناليتيكا وتصفية الشركة، فضلًا عن الشهادة التي أدلى بها في النهاية المدير التنفيذي لفيسبوك مارك زوكربيرغ أمام الكونجرس الأميركي.
لم يكن جو بايدن، مرشح الحزب الديمقراطي لعام 2020، قد استفاض كثيرصا باستخدام وسائل التواصل الاجتماعي في الماضي، لكن أجزاء من ميزانية حملته الانتخابية استخدمت لتشغيل الإعلانات على منصات معينة، وأبرزها فيسبوك، إذ يقدر أنه أنفق ما يصل إلى 1,6 مليون دولار على الإعلانات التي تتجه إلى انتخابات كاليفورنيا الديمقراطية الأولية.

## الانتخابات التمهيدية الديمقراطية
مع وجود أكثر من 23 مرشح في الانتخابات الأولية الرئاسية للحزب الديمقراطي عام 2020، أصبح جذب اهتمام وسائل التواصل الاجتماعي وتوليد هذا الاهتمام إستراتيجية مركزية للحملة الانتخابية وتركيز كبير على جمع التبرعات للحملة الانتخابية، وذلك بسبب الارتفاع المستمر لمنصات وسائل التواصل الاجتماعي مثل إنستغرام وفيسبوك وتويتر.
مع الأهمية المركزية الجديدة لوسائل التواصل الاجتماعي للحملات الانتخابية، فقد كان لزامًا على الموظفين أيضًا أن يركزوا على إدارة الأخبار الشائعة السلبية.
في صيف عام 2019، فرضت عملية الاختيار للتأهل لمناظرات الحزب الديمقراطي ومناظره الرئاسية في سبتمبر 2019، والتي كانت تتطلب من المرشحين اجتياز عتبة 2% في 4 استطلاعات رأي وطنية، ضغوطًت هائلة على المرشحين الأقل شهرة لتوليد «أخبار شائعة».
شكَّل مجتمع ريديت الإخباري جزءًا هامًا في الانتخابات الأولية، إذ يمتلك معظم المرشحين الرئيسيين «ملاحظاتهم» الخاصة، أو ملاحظات مجتمعية مخصصة. وقد تم إنشاء معظم مستخدمي ريديت من قبل المتطوعين والمؤيدين، وسرعان ما كبر عددهم. كان أكبر هاشتاغ خاص لهم هو «r/SandersForPresident» الذي جمع ما يقرب من 500000 من المتابعين قبل أن يخرج ساندرز من الانتخابات الأولية.
خلال الانتخابات التمهيدية، استخدم المرشح أندرو يانج وسائل التواصل الاجتماعي على نطاق واسع، الأمر الذي زاد من متابعاته بشكل كبير. وقد أصبحت قاعدة الناخبين التي أعلن عنها بنفسه «يانغ غانغ» موضوع العديد من مذكرات الإنترنت، وخاصة على لوحة صور فورتشان على الإنترنت.

## حملة دونالد ترامب الانتخابية
استخدمت حملة ترامب وسائل التواصل الاجتماعي بشكل كبير في الانتخابات الرئاسية لعام 2016، واستمرت في ذلك في عام 2020. استخدم ترامب موقع تويتر على شبكة الإنترنت لبث الآراء والأخبار حول حملته إلى أنصاره، وقد أنشأ موظفو حملته إعلانات مخصصة لمستخدمي فيسبوك. تم الحصول على البيانات الشخصية المستخدمة لإنشاء هذه الإعلانات بشكل غير قانوني، الأمر الذي أدى إلى فضيحة بيانات فيسبوك-كامبريدج أناليتيكا. كانت حملة إعادة انتخاب ترامب تستغل منصات وسائل التواصل الاجتماعي المتعددة بالإضافة إلى الإعلانات المستهدفة منذ منتصف عام 2019 في محاولة لكسب الناخبين في وقت مبكر. في 29 يونيو من عام 2020، حذفت الشركة الفرعية التابعة لترامب هاشتاغ «r/The_Donald»  لانتهاكها سياساتها بشكل مستمر.

## حملة جو بايدن الانتخابية
على غرار منافسه من الحزب الجمهوري دونالد ترامب، استخدم جو بايدن منصة تويتر على نطاق واسع لبث أخبار حملته، فضلًا عن آرائه بشأن السياسات المختلفة والتغييرات التي اقترحها. وقد استخدم بايدن البرنامج للإعلان عن عضو مجلس الشيوخ في كاليفورنيا كامالا هاريس كرفيقة له في الانتخابات والتحدث معها بشكل علني.